# Mollie Sugden
Mary Isobel (Mollie) Sugden (Keighley, 21 juli 1922 – Guildford, 1 juli 2009) was een Engelse actrice, die vooral bekend werd door haar rol van Mrs. Slocombe in de televisieserie Are You Being Served?.

## Levensloop
Sugden studeerde aan de Guildhall-school voor muziek en drama in Londen. Op 29 maart 1958 trouwde ze met de Engelse acteur William Moore en bleef met hem getrouwd tot zijn overlijden in april 2000. Ze kregen een tweeling.

### Televisiecarrière
Sugdens televisiedebuut was op 28 mei 1962, toen ze een gastoptreden had in de BBC-thrillerserie Suspense. Later dat jaar was ze te zien in een aflevering van The Benny Hill Show en kreeg ze een rol in de comedyserie Hugh and I. Ze speelde de rol van Mrs. Crispin tot 1966. Haar toekomstige co-star Wendy Richard had de rol van de dochter in de serie.
Ondertussen speelde ze van 1964 tot 1968 ook de rol van moeder in de comedyserie Just Jimmy. Ook was ze in 1965 te zien in Coronation Street als Nellie Harvey. Ze keerde terug in de serie tussen 1971 en 1974 en voor de laatste keer in 1976. Ondertussen speelde ze in 1965 een gastrol in Steptoe and Son (in 1972 nog een keer) en in 1967 een gastrol in een dubbelaflevering van Z Cars.

### Jaren zeventig
De jaren zeventig waren een drukke tijd voor Sugden. In 1970 was ze te zien in de miniserie The Six Wives of Henry VIII (een kleine rol, als Lotte) en speelde ze gastrollen in Up Pompeii en The Goodies. In 1971 was ze twee keer te zien in Doctor at Large en begon ze met de rol van Mrs. Thelma Hutchinson in de comedyserie The Liver Birds (ze speelde de rol tot 1979, maar kwam in 1996 eventjes terug in dezelfde rol).
In 1972 speelde ze in maar liefst drie series tegelijk en speelde ze ook nog eens de rol van Mrs. Goddard in de miniserie Emma. Ze was de moeder van George in de comedyserie My Wife Next Door (tot 1973), Mrs. Morris in de kortlopende drama/SF-serie Mandog en nam een pilot op voor Are You Being Served?.
Daarin speelde ze haar bekendste rol, namelijk die van Mrs. Slocombe, die ze tot het einde van de serie in 1985 zou spelen. In 1992-1993 herhaalde ze de rol in de spin-off van Are You Being Served?, genaamd Grace & Favour. Buiten al deze rollen om speelde ze in 1972 ook nog eens in drie gastrollen in Doctor in Charge.
Vanaf 1973 was ze copresentator van het televisieprogramma That's Life (tot het einde van het programma in 1994). Tevens had ze in dat jaar de rol van de moeder in de comedyserie Son of the Bride (slechts zes afleveringen werden uitgezonden). In 1974 speelde ze, samen met Are You Being Served?-collega Frank Thornton in de televisiefilm Holiday with Strings, die weinig succes had.
In 1975 stond Sugden in de schijnwerpers in het televisieprogramma This is Your Life. In 1977-1978 speelde ze de titelrol in de weinig succesvolle comedyserie Come Back, Mrs. Noah. Slechts zes afleveringen werden opgenomen. Verder speelden ook onder meer Ian Lavender (soldaat Pike uit Dad's Army), Michael Knowles en Donald Hewlett (de kapitein en de kolonel uit It Ain't Half Hot Mum) mee. Ook leende ze haar stem voor de televisiefilm The Talking Parcel in 1978.

### Jaren tachtig
In de jaren tachtig was Sugden meer te zien op ITV dan op de BBC. Van 1981 tot 1986 speelde ze in That's My Boy, een comedyserie die uitgezonden werd op ITV. Sugden speelde de rol van Ida Willis in 37 afleveringen. Een van haar co-sterren, Jennifer Lonsdale, deed ook al mee in de mislukte comedyserie Come Back, Mrs. Noah. Ondertussen had Sugden in 1984 de kortlopende kinderserie Tickle on the Tum gemaakt (ook voor ITV).
In 1987-1988 zat ze in wederom een kortlopende televisieserie, genaamd My Husband and I, samen met haar man, William Moore. Slechts 15 afleveringen werden gemaakt. In 1989 leende ze wederom haar stem, dit keer voor de film The BFG. Ook Frank Thornton, haar collega van Are You Being Served?, leende zijn stem voor deze tekenfilm.

### Jaren negentig
In de jaren negentig trad Sugden geleidelijk minder vaak op. Ze speelde Mrs. White in het tweede seizoen van Cluedo in 1991 en leende in 1993 andermaal haar stem voor de tekenfilm The Princess and the Goblin. Ze speelde mee in de miniserie Oliver's Travels in 1995, had in hetzelfde jaar een gastoptreden in Just William en sprak in 1996 haar stem in voor de tekenfilm Romuald the Reindeer.
Haar optredens de laatste jaren zijn beperkt gebleven tot de rol van de moeder in het eerste seizoen van Revolver in 2001 (oud-collega John Inman deed in het tweede seizoen mee als de antiekhandelaar) en ze speelde in 2003 mee in een aflevering van The Bill. Ook verscheen ze hier en daar in een praatprogramma.
Sugden had vijf kleinkinderen en leefde een rustig leventje op het Engelse platteland. Ze was tot haar dood goed bevriend met de nog levende castleden van Are You Being Served?

## Little Britain
- Mollie Sugden is het onderwerp van het karakter Liz uit de Britse komische serie Little Britain. Liz verveelt iedereen eindeloos in een restaurant met het verhaal dat ze het bruidsmeisje was op Sugdens huwelijk. In de laatste aflevering waarin Liz voorkomt zit de echte Sugden in het restaurant (een gastrol), maar zij herinnert zich Liz niet. Dan vermoordt Liz Sugden door een mes in haar rug te steken.

## Filmografie
- The Bill televisieserie - Lally (aflevering 134, 2003)
- Revolver televisieserie - Mother (2001)
- Romuald the Reindeer (1996) - Rol onbekend (Voice-over)
- Just William televisieserie - Great Aunt Florence (Boys Will Be Boys, 1995)
- Oliver's Travels (Miniserie, 1995) - Mrs. Robson
- The Princess and the Goblin (1993) - Looti, the Princess's Nanny (Voice-over)
- Grace & Favour televisieserie - Mrs. Betty Slocombe (1992-1993)
- Cluedo televisieserie - Mrs. White (III) (1991)
- The BFG (1989) - Mary (Voice-over)
- My Husband and I televisieserie - Nora Powers (1987-1988)
- That's My Boy televisieserie - Ida Willis (1981-1986)
- Are You Being Served? televisieserie - Mrs. Betty Slocombe (1972-1985)
- Tickle on the Tum televisieserie - Bessie Bagwash (1984)
- The Talking Parcel (televisiefilm, 1978) - Hortense, the Flying Train (Voice-over)
- Come Back Mrs. Noah televisieserie - Mrs. Noah (1977-1978)
- Holiday with Strings (televisiefilm, 1974) - Doris
- My Wife Next Door televisieserie - George's mother, 1972-1973)
- Emma (Miniserie, 1972) - Mrs. Goddard
- Doctor in Charge Mrs. Waring (3 afl., 1972, 2 afleveringen, 1971)
- The Liver Birds televisieserie - Mrs. Thelma Hutchinson (5 afleveringen, 1971-1972)
- Steptoe and Son televisieserie - Minnie (Oh What a Beautiful Mourning, 1972)
- Mandog televisieserie - Mrs. Morris
- Coronation Street televisieserie - Nellie Harvey (Episode 1.1101, 1971)
- The Goodies televisieserie - Minister for Trade and Domestic Affairs (Caught in the Act, 1970)
- Up Pompeii televisieserie - Flavia (The Love Potion, 1970)
- The Six Wives of Henry VIII (Miniserie, 1970) - Lotte
- Jackanory televisieserie - Vertelster (5 afleveringen, 1968)
- Just Jimmy televisieserie - Mum (1964-1968)
- Z Cars televisieserie - Vera (Calling the Tune: Part 1 & 2, 1967)
- Hugh and I televisieserie - Mrs. Crispin (1962-1966)
- Steptoe and Son televisieserie - Rol onbekend (And Afterwards at..., 1965)
- The Benny Hill Show televisieserie - Woman Tenant (The Time Bicycle, 1962)
- Suspence televisieserie - Belle (Killer in the Band, 1962)

- Bibliothèque nationale de France: cb142307118 (data)
- International Standard Name Identifier: 0000 0000 7105 9289
- Library of Congress Control Number: no97050973
- MusicBrainz: 644d8687-172b-4429-88c9-16f695be44ac
- Nationale bibliotheek van Australië: 36110172
- Nederlandse Thesaurus van Auteursnamen: 29607148X
- Trove: 1213849
- Virtual International Authority File: 94344594
- WorldCat: E39PBJbtpf46kyhFwbM7Tcm8G3